# Дарлинг (хребет)
Дарлинг (на английски: Darling Scarp) е нископланински хребет в крайната югозападна част на Австралия, в щата Западна Австралия. Простира се на около 400 km от север на юг и представлява издигнатата крайна югозападна част на обширното Западноавстралийско плато, стръмно спускащо се към тясната приморска низина в района северно и южно от град Пърт. Максималната му височина е връх Кук (582 m), разположен на около 70 km югоизточно от Пърт. Дели се на няколко обособени масива, разделени от дълбоките напречни дефилета на реките Мур, Суон, Блекууд и др., които го проломяват. Западните му влажни склонове са заети от евкалиптови гори, а вътрешните и източните му сухи части – от редки евкалиптови гори и храсти (малга-скреб).
Хребета Дарлинг е открит през март 1827 г., първично изследван и топографски картиран от английския ботаник Чарлз Фрейзър (1788 – 1831), който го наименува в чест на тогавашния (1825 – 1831) губернатор на Нов Южен Уелс Ралф Дарлинг (1772 – 1858).